# Plotheia albotecta
Plotheia albotecta är en fjärilsart som beskrevs av Walker 1865. Plotheia albotecta ingår i släktet Plotheia och familjen trågspinnare. Inga underarter finns listade i Catalogue of Life.